# シュタットオルデンドルフ
シュタットオルデンドルフ (ドイツ語: Stadtoldendorf) は、ドイツ連邦共和国ニーダーザクセン州ホルツミンデン郡に属す市で、ザムトゲマインデ・エッシャースハウゼン＝シュタットオルデンドルフの本部所在地である。

## 地理

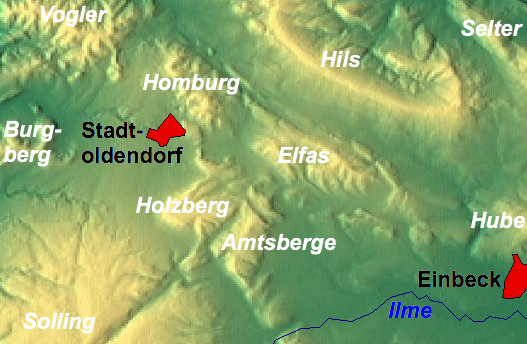
シュタットオルデンドルフを取り囲む山地

この街はゾリング＝フォーグラー自然公園周縁部に位置し、北をホムブルクの森、東をエルファスト山地、南東をアムツベルゲ、南をホルツベルク丘陵とゾリング山地、西をブルクベルク、北西をフォーグラー山地に囲まれている。
シュタットオルデンドルフは、北から時計回りに以下の市町村と境を接している。エッシャースハウゼン、レネ、ヴァンゲルンシュテット、ハイナーデ、アルホルツェン、ネーゲンボルンである。エッシャースハウゼンとネーゲンボルンを除き、いずれもザムトゲマインデ・エッシャースハウゼン＝シュタットオルデンドルフに属している。

## 歴史

### 中世から近代
シュタットオルデンドルフの歴史はホムブルク家と密接に関連している。シュタットオルデンドルフは元々は単に「Oldendorp」（"dorp" は "dorf" =「村」 の古語）と呼ばれていた。1255年にハインリヒ・フォン・ホムブルクによって都市権が授けられ、他の多くのオルデンドルフという名前の集落と区別するために Stadt（=「都市」）が名前の前に置かれて、Stadt Oldendorf と呼ばれるようになった。
1186年に町の教区教会が初めて記録された。1479年5月12日に、街の門前でボヘミア兵士とハンザ同盟軍とのフェーデの戦いが行われ、これにより900人の死傷者が出た。シュタットオルデンドルフはホムブルク家の主権地域の中心都市となり、壁と塔で護られた。この街は三十年戦争で甚大な損害を被った。1625年にティリー伯が率いる皇帝軍に占領された。その後、5回にわたり皇帝軍とスウェーデン軍が再占領を繰り返した。
その後、シュタットオルデンドルフは活発な通商路から離れた存在となった。この通商路はかつてヴェストファーレンからヘクスター経由でシュタットオルデンドルフを通ってガンダースハイムに至り、さらに遠方へ延びる軍事・通商路であったが、やがて市の北側にあたるアーメルングスボルン修道院とエッシャースハウゼンとの間を通るようになった。1721年、シュタットオルデンドルフは軍事都市として記録されている。ここに竜騎兵の一個中隊が配備されたのである。七年戦争でこの街はフランス軍に占領された。ナポレオン戦争後の1814年にこの街の軍隊は廃止された。
18世紀中頃、この街では亜麻布織りが盛んになった。1864年からは石膏の鉱山が開発され、4つの石膏工場が設立された。1865年にブラウンシュヴァイク公国の国営鉄道によってアルテンベーケン - クライエンゼン線が建設されたことでこの街にさらなる経済的躍進がもたらされた。この鉄道はクライエンゼンからシュタットオルデンドルフを経てホルツミンデンへ向かい、さらにアルテンベーケンにまで延びていた。1873年には、かつての亜麻布商から、40機の織機、70人の従業員を擁する経済分野が形成されていた。
1885年のこの街の人口は 2,571人で、区裁判所と上級林務官庁舎の所在地となっていた。この頃までにシュタットオルデンドルフには大きなユダヤ人組織が形成されており、石膏や砂岩の採掘や織布産業の会社を創業していた。ユダヤ人基金によって病院、幼稚園、新市庁舎の会議場や街の東のケルベルク塔が建設された。1898年2月1日、A.J. Rothschild und Söhne社は自らの織布工場のために工場自衛消防団を組織した。織布工場 Kübler & Co. は1965年には1,000人を超える従業員を擁していたのだが、1982年2月16日に倒産した。

### 20世紀
1901年に工場主マックス・レヴィーと、ロートシルト家出身のその妻によってシャルロット基金が設立された。1998年にその病院がGmbH（責任会社）に改組され、ホルツミンデン郡とザムトゲマインデ・シュタットオルデンドルフが出資者となった。
1910年6月19日にシュタットオルデンドルフのプロテスタント自由教会が組織された。
1932年2月、ドイツ大統領選挙に立候補するために、アドルフ・ヒトラーはドイツの市民権を必要としていた。1913年に制定された法律によればドイツ市民権を得るためには公職か、既存の宗教団体での職務に就く必要があった。そのため、ブラウンシュヴァイク州首相ヴェルナー・キューヒェンタールはヒトラーをシュタットオルデンドルフ市の暫定委任市長に推薦した。しかし、ヒトラーは1932年2月25日にベルリンのブラウンシュヴァイク公使館の正規の参事官に就いた。この街の暫定委任市長はデューレン出身のオットー・ピーパーベック (NSDAP) が1933年5月1日まで務めた。彼は1944年から1945年までエッシャースハウゼンの市長も務めた。ナチス時代に、34人のユダヤ人シュタットオルデンドルフ市民が殺害された。
1952年9月24日、イギリス軍の戦闘機グロスター ミーティアがホムブルク近郊に墜落した。2名のパイロットがこの事故で亡くなった。
1959年からシュタットオルデンドルフはドイツ連邦軍の駐屯都市となった。初めは第14戦車大隊が配備された。1962年10月25日にヒルデスハイムの第15野戦砲兵大隊が戦車大隊と交替し、ヒルデスハイムの第1装甲擲弾兵旅団の隷下に置かれた。1963年9月5日に初めて公式の発表がなされた。1956年から1959年に建設されたこの兵営は、1965年4月27日、連邦国防大臣により、ヨルク兵営と命名された。これはルートヴィヒ・ヨルク・フォン・ヴァルテンブルク将軍にちなんだものである。1967年1月1日、野戦砲兵大隊は第15機甲砲兵大隊と改称された。1988年9月に、オランダのベアトリクス女王がオランダ軍第1軍団の演習の際にヨルク兵営の戦闘司令部を訪問した。2003年6月にこの街に駐屯していた部隊が廃止され、兵営は民間利用の公募がなされた。
1981年、クー通りの旧シナゴーグ跡地に殺害されたユダヤ人市民を記念する記念碑が建立された。2007年12月15日にはナチスによるユダヤ人犠牲者の名を刻んで追悼する11個の「つまずきの石」が市内に設けられた。ユダヤ人墓地は駅から遠くない場所にある。2009年11月20日にはさらに15個の「つまずきの石」が設けられた。これはナチス時代の非ユダヤ人犠牲者も追悼した最初のものであった。
シャルッテン基金病院の監査委員会廃止に関する郡議会の多数決を巡る論争により、2009年初めに市議会のCDUが全員離党し、Unabhängige Wählergemeinschaft Stadtoldendorf を立ち上げた。

## 宗教
シュタットオルデンドルフには、カトリック教会、プロテスタント教会、プロテスタント自由教会（バプテスト）、新使徒派教会が、それぞれ1つずつある。

## 行政

### 議会
シュタットオルデンドルフの市議会は26議席からなる。

### 姉妹都市
- ル・モンターニュ（フランス、ロワール＝アトランティック県）

## 経済
1938年にシュタットオルデンドルフで最初の石膏採掘場が稼働を始め、1972年からクナウフ・ギプスの工場が石膏ボードの製造を始めた。

### 地元企業
- VG-Orth GmbH & Co. KG、漆喰装飾と壁造り（2004年にKurhessische Gipswerke Peter Orth, Witzenhausen と die Vereinigten Gipswerke Stadtoldendorf とが合併して設立された）
- カール・リンネンベルク GmbH、天然石と墓石
- Wessarges & Hundertmark、ゴミ処理
- Druckhaus Wirth GmbH、印刷所
- リンホフ & ヘンネ GmbH & Co.、機械製造（1878年に設立されたリヒャルト・ヘンネ GmbH の権利継承会社で、2005年にブクステフーデ近郊ヴィンゼンの LTリンホフ機械製造 GmbH と合併して設立された）
- ショット・ダイアモンド工具 GmbH
- 自動車販売店 (Vatterott、Kirschnick)
- アルノ・クリービシュ金具製造
- アーデルスベルガー窓製造 GmbH
- ホムブルク建築資材 GmbH
- Rahrig Bau + Fliesen Center、建築資材とタイル
- キュスター建築資材
- ハラルト・コット技術センター
- 建設業と建設周辺産業
- その他中小企業

### 交通

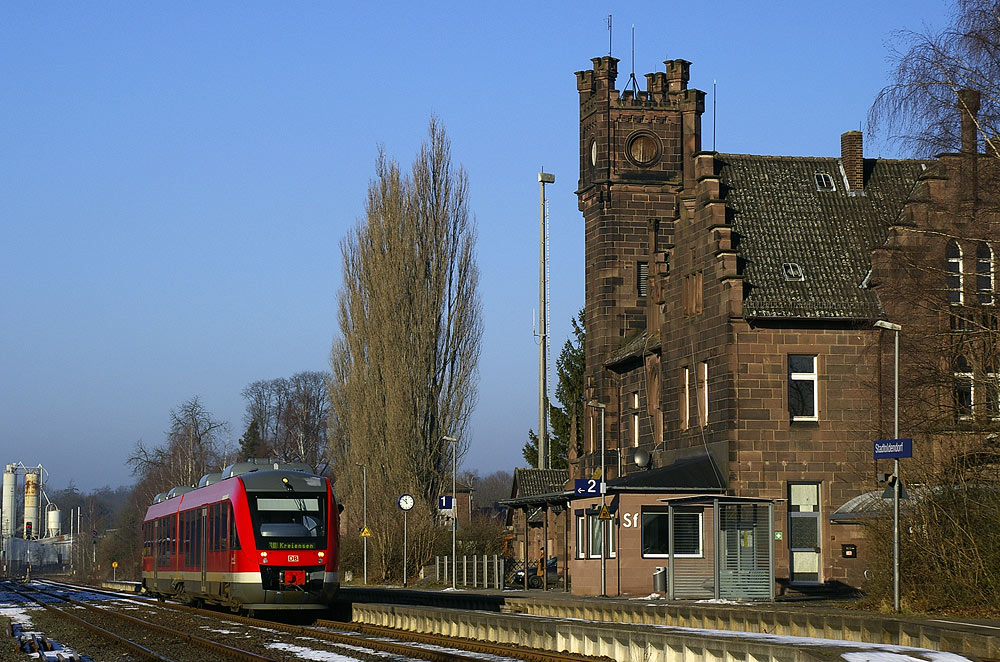
シュタットオルデンドルフ駅

シュタットオルデンドルフの近郊を連邦道B64号線が通っている。近くを通るアウトバーンに、A7、A2、A44号線がある。最寄りの空港はハノーファー＝ランゲンハーゲン空港およびパーダーボルン/リップシュタット空港である。
シュタットオルデンドルフ駅はアルテンベーケン - クライエンゼン（ - ゴスラー）線が乗り入れる。クライエンゼン - ホルツミンデン間は一部1時間毎、その他は2時間ごとにDBレギオのレギオナルバーンが運行している。旅客列車はディーゼル気動車のコラディアLINT 41（ドイツ鉄道648形）が使用される。
このかつての複線の幹線鉄道は1860年代末にはすでに開通しており、ベルリンとルール地方とを結ぶ重要な交通路として利用されていた。東西ドイツ分断後は交通の流れが変わり、この鉄道路線は重要性を失った。2003年にホルツミンデンとパーダーボルンとの間の旅客鉄道営業がノルトヴェストバーンに移管されて以降、パーダーボルン方面への直通列車はなくなり、RB「エッゲ＝バーン」ホルツミンデン - オットベルゲン - アルテンベーケン - パーダーボルンへは乗換が必要である。
ダッセル、ホルツミンデン、アインベック、ボーデンヴェルダー、エッシャースハウゼンなどへ多くのバス路線がある。ホルツミンデン郡の公共旅客交通は、南部ニーダーザクセン交通連盟 (VSN) の運賃が適用される。

### 公共機関
- シャルロット基金シュタットオルデンドルフ病院、ホルツミンデン郡が経営者である。
- シュタットヴェルケ・シュタットオルデンドルフ GmbH（1903年設立、1973年からGmbH）、E.ON ヴェストファーレン・ヴェーザーと共同でガスと水の供給を行っている。
- シュタットオルデンドルフ野外温水プール

### 教育施設
シュタットオルデンドルフには基礎課程学校があり、デーンゼンの学校も利用できる。ホムブルク本課程・実科学校、デーンゼンの養護学校「シューレ・アム・ハーゲドルン」もある。この他、ホルツミンデン郡立国民学校 (KVHS) の分校がある。

### 余暇とスポーツ施設
屋外温水プール、多くの運動場（1つは人工芝）、図書館が利用できる。この他にかつての連邦軍施設跡にレジャーパークがある。

## 文化と見所

### 博物館
- シャルトッテ・ライツェン・ハウスの市立博物館
- ミューレンアンガー軽便鉄道（市立博物館）

ここには、トラクターなどの農機具や3両のディーゼル機関車と客車がある。運転日は「Tag des offenen Denkmals」（公開記念碑の日）と春である。

### 建築

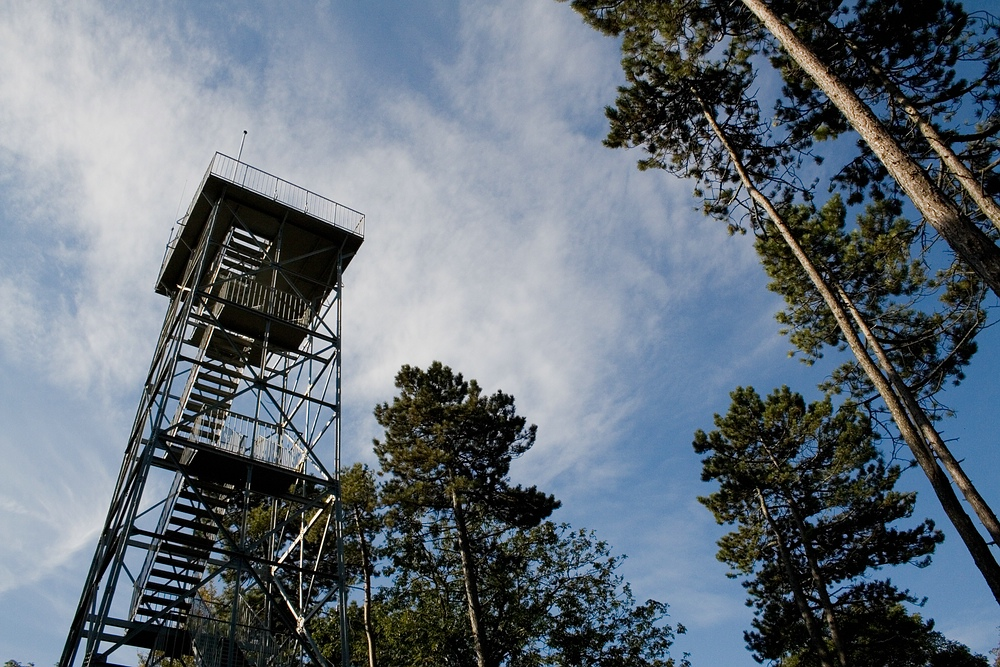
ケルブルク塔

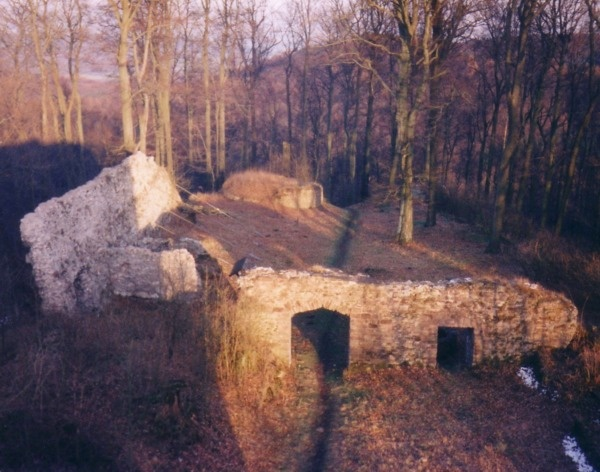
ホムブルク城趾

- フェルスターベルク塔、13世紀建造、市の背後にそびえる高台に建つ市の象徴的建造物である。
- ハーゲン楼門
- ケルベルク塔、シュタットオルデンドルフの東に位置するケルベルク山（海抜 343.1 m）の山頂に建てられた高さ 20 m の展望塔である。
- ホムブルク、シュタットオルデンドルフの高台にある古城趾である。
- 旧市庁舎、1875年建造
- ラーツケラー（市役所レストラン）、1621年建造
- シャルロッテ・ライツェン・ハウス、短縮してライツェンハウスとも呼ばれる。
- プロテスタントの市教会
- 市壁の遺構
- カンプホーフ、知られている最古の農場である。主館の最も古い部分は1561年に建設された。
- 駅舎、典型的な泡沫会社乱立時代（普仏戦争前の会社設立ブーム）の建築である。
- マルクト4番地の最も古い住宅、ハンス・トゥスケンによって1602年に建設された。
- トレップミューレ、壁に登るための階段 (Treppe) にちなんで名付けられた。
- Mutter der Erde（大地の母）、フランスの彫刻家 Pierre Garçon によるモニュメンタルな砂岩彫刻（1998年）である。

### 年中行事
- 毎年5月: シュタットオルデンドルフ営業組合のホムブルク・マーケット（ベルラウフ・フェスト）
- 毎年6月: 射撃コレギウムの市射撃祭
- 毎年9月: シュタットオルデンドルフ営業組合の旧市街祭
- 毎年公開記念碑の日: ミューレンアンガー軽便鉄道の運行（11時 - 17時）
- タイヒトーア広場での週の市（木曜日、8:00 - 12:30）
- シュタットオルデンドルフ営業組合のクリスマスマーケット

## 人物

### 出身者
- ウーヴェ・シューネマン（1964年 - ）政治家 (CDU)、ニーダーザクセン州内務大臣

## 引用
1. ↑  Landesamt für Statistik Niedersachsen, LSN-Online Regionaldatenbank, Tabelle A100001G: Fortschreibung des Bevölkerungsstandes, Stand 31. Dezember 2023
2. ↑  Täglicher Anzeiger Holzminden 2009年2月14日付
3. ↑  http://www.stadtoldendorf.de/index.php3?current_id=1487&sitegen_id=20